# 279723 Wittenberg
279723 Wittenberg è un asteroide della fascia principale. Scoperto nel 1991, presenta un'orbita caratterizzata da un semiasse maggiore pari a 2,5668445 UA e da un'eccentricità di 0,2999839, inclinata di 3,02543° rispetto all'eclittica.